# Ceromitia iolampra
Ceromitia iolampra là một loài bướm đêm thuộc họ Adelidae. Nó được tìm thấy ở Lãnh thổ thủ đô Úc, New South Wales và Victoria.
Ấu trùng ăn the hoa của Acacia baileyana và Acacia genistifolia. 

## Hình ảnh

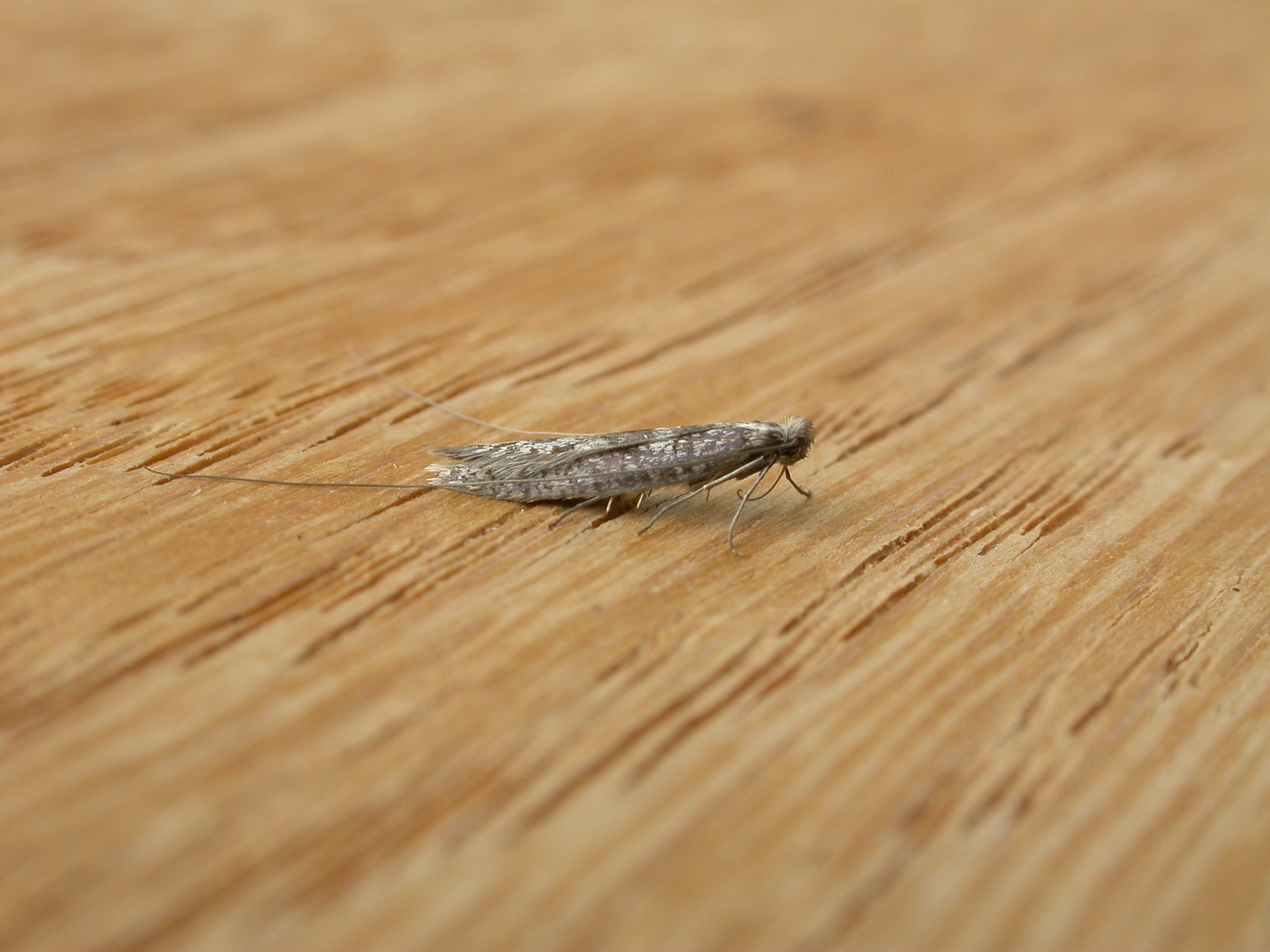